# تالهايم أن دير تور
تالهايم أن دير تور (بالألمانية: Thalheim an der Thur) هي إحدى بلديات مقاطعة أندلفينغن في كانتون زيورخ في سويسرا. تبلغ مساحتها 6.44 كيلومتر مربع، ويقدر عدد سكانها بـ 929 نسمة (حسب تعداد ديسمبر 2017).